# Gallery Project
Gallery Project — открытый проект для управления и публикации цифровых фотографий и видеоклипов посредством публикации их на веб-сервере. Фотографии можно изменять в размере, поворачивать, накладывать и включать в иерархическую структуру, управлять которой можно посредством развитых средств управления пользователю, наделённому полномочиями.

## Требования
- PHP — версии 4.3.0 или более поздней. Прим. В 7-й версии не работает.
- Библиотеки обработки и манипуляции графическими файлами — такие как ImageMagick или Netpbm. Версия 2.x также поддерживает работу с GD graphics library и GraphicsMagick.
- Сервер базы данных (только для версии 2.x) MySQL 3.x, 4.x или 5.x, PostgreSQL 7.x или 8.x, Oracle 9i или 10g, DB2 8.2, Microsoft SQL Server 2005

## История версий
Ветвь версии 1.х продолжала развитие уже после появления второй версии: первая версия ветки 2.х была представлена 13 сентября 2005 года, а последняя версия ветви 1.х (1.5.7) — 16 августа 2007 года.
10 Октября 2010 года была выпущена 3-я версия на фреймворке Kohana, в связи с чем скрипт работает только на PHP 5.x и поддерживает только СУБД MySQL.